# پیناپل ایر
پیناپل ایر (به انگلیسی: Pineapple Air) یک شرکت هواپیمایی است که در تاریخ ۱۹۹۹ میلادی تأسیس شده است.
قطب این شرکت هواپیمایی در فرودگاه بین‌المللی لیندن پیندلینگ قرار دارد و به ۸ مقصد، پرواز مستقیم انجام می‌دهد.